# Influencia del idioma maorí en el inglés de Nueva Zelanda

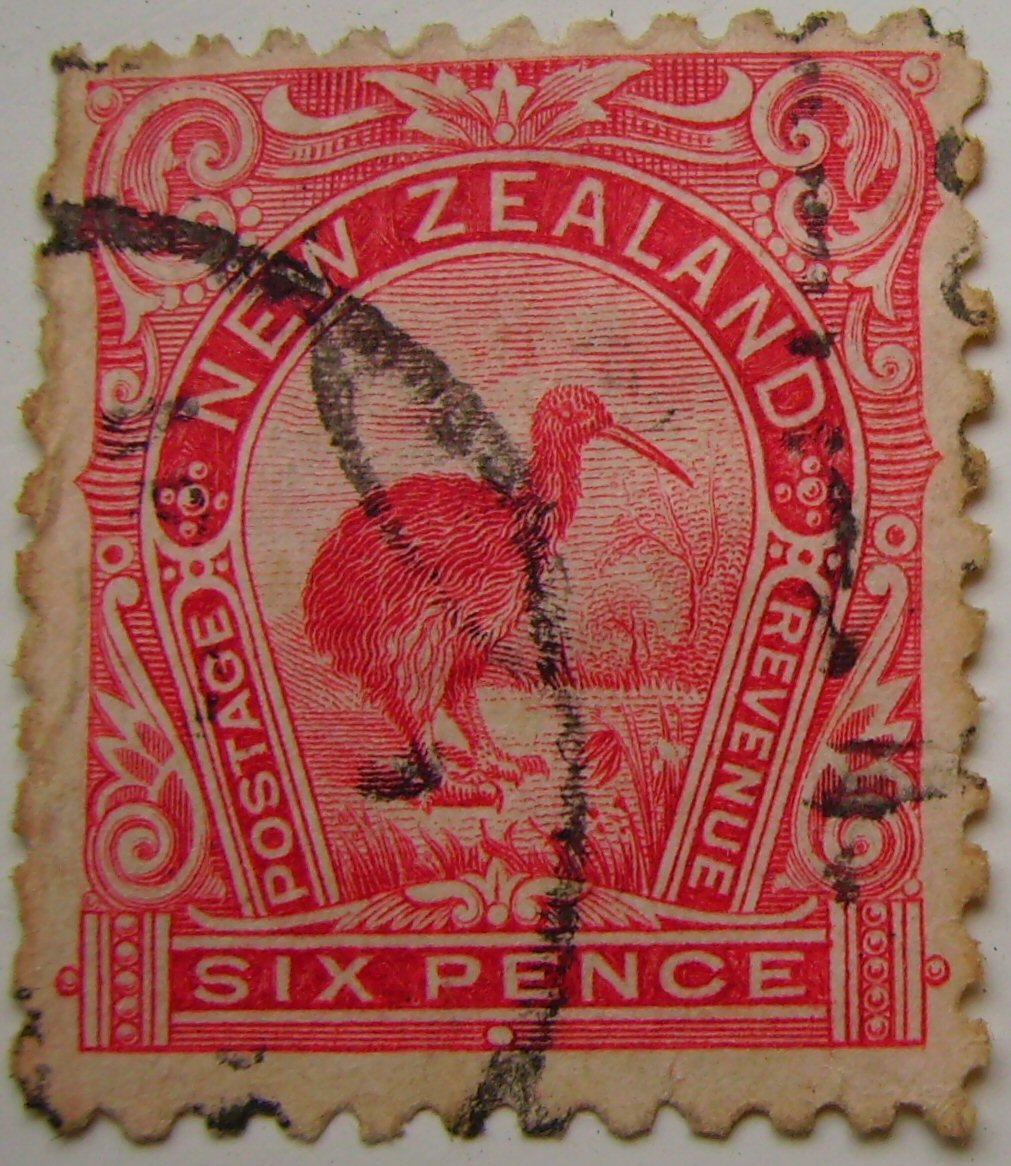
Un kiwi en un sello de Nueva Zelanda de 1898. El ave, icono nacional de Nueva Zelanda, toma su nombre del idioma maorí.

Durante el siglo XIX, el inglés de Nueva Zelanda obtuvo muchos préstamos del idioma maorí.  El uso de palabras maoríes en inglés de Nueva Zelanda ha aumentado desde la década de 1990, y las publicaciones en inglés utilizan cada vez más macrones para indicar vocales largas. Las palabras maoríes generalmente no están en cursiva en inglés de Nueva Zelanda, y la mayoría de las publicaciones siguen la convención del idioma maorí de la misma palabra para singular y plural (por ejemplo, un kākāpō, tres kākāpō).

## Plantas y animales
Un gran número de plantas y animales nativos conservan sus nombres maoríes en inglés de Nueva Zelanda. Ejemplos incluyen:
- Aves: kākāpō, kea, kererū, kiwi, kōkako, moa, pūkeko, takahē, tūī, weka
- Plantas: kahikatea, kānuka, kauri, kūmara, mānuka, mataī, pōhutukawa, toetoe, tōtara, tutu
- Peces: tarakihi, hāpuku
- Invertebrados: huhu, katipō, wētā

## Otros términos
«Kia Ora» (literalmente «que estés/esté saludable») es una forma maorí de saludo que significa «hola» o «bienvenido». También puede significar «gracias» o expresar acuerdo con un orador en una reunión. Los saludos maoríes «tēnā koe» (a una persona), «tēnā kōrua» (a dos personas) o «tēnā koutou» (a tres o más personas) también son muy utilizados, al igual que despedidas como «haere rā».
La frase maorí «kia kaha», «sé/sea fuerte», se utiliza con frecuencia como una indicación de apoyo moral para alguien que inicia una empresa estresante o que se encuentra en una situación difícil. Aunque anteriormente era de uso común, se convirtió en una frase icónica de apoyo tras el terremoto de Canterbury de 2010.
Han surgido algunas palabras híbridas, en parte inglesas y en parte maoríes, la más común de las cuales es probablemente half-pai (a menudo escrita half-pie), que significa de calidad incompleta o deficiente, siendo pai la palabra maorí que significa «bueno». (También se utiliza la forma half-pied, derivada de half-baked). De manera similar, la terminación maorí -tanga, que tiene un significado similar a al sufijo en español -idad, se usa ocasionalmente en términos como kiwitanga (es decir, la «neozelandesidad»).
Varias palabras maoríes se utilizan en inglés como equivalentes informales, o incluso de argot, de sus homólogos más comunes en inglés. El término puku para estómago, por ejemplo, es más probable que se encuentre durante una charla amistosa que en circunstancias más formales, siendo uno de sus usos un eufemismo para una barriga grande.
Las palabras inglesas íntimamente asociadas con Nueva Zelanda suelen ser de origen maorí, como haka, Pākehā, Aotearoa, kiwi, y la palabra Māori propiamente tal.

## Otras lecturas
- Matthews, R. J. H. (1984). "Maori Influence on New Zealand English". World Englishes 3 (3), 156–159. doi 10.1111/j.1467-971X.1984.tb00597.x

- Datos: Q6950627